# Duncan McDowell
Duncan McDowell (Glasgow, 1946) è un allenatore di calcio scozzese.

## Carriera
Inizia ad allenare da giovanissimo, allenando i ragazzini del St. Ninians's Youth Club, a Glasgow; in seguito allena come vice nel Greenock Morton e varie formazioni negli Stati Uniti ed in Canada.
Nel 1972 allena l'ÍBV Vestmannæyja, con cui vince una Coppa d'Islanda: a seguito di questo risultato, viene ingaggiato dalla federazione islandese per allenare la nazionale dell'isola, che tra il maggio ed il luglio di quell'anno guida in 4 partite di qualificazione ai Mondiali del 1972 (2 sconfitte contro il Belgio, una sconfitta contro l'Olanda ed una vittoria contro le Far Oer). Nello stesso anno allena per un breve periodo un altro club della prima divisione islandese, l'FH Hafnarfjörður. Torna poi in Scozia, dove nella stagione 1972-1973 lavora all'Hamilton Academical come vice di Eric Smith. Nel 1975 ha allenato il Caroline Hill FC, formazione della prima divisione di Hong Kong.
Dal 1978 al 1986 lavora come commissario tecnico della nazionale del Brunei; al termine di questa esperienza si trasferisce per alcuni anni in Canada, terminando però definitivamente la sua attività di allenatore.

## Palmarès

### Allenatore

#### Competizioni nazionali
- Coppa d'Islanda: 1

ÍBV Vestmannæyja: 1972